# Saint-Romain-sous-Versigny
Saint-Romain-sous-Versigny – miejscowość i gmina we Francji, w regionie Burgundia-Franche-Comté, w departamencie Saona i Loara.
Według danych na rok 1990 gminę zamieszkiwało 137 osób, a gęstość zaludnienia wynosiła 8 osób/km² (wśród 2044 gmin Burgundii Saint-Romain-sous-Versigny plasuje się na 773. miejscu pod względem liczby ludności, natomiast pod względem powierzchni na miejscu 550.).